# Cursoriinae
Sous-famille
Les cursoriinés (ou Cursoriinae) forment, avec les glaréolinés, l'une des deux sous-familles de glaréolidés. Ils regroupent huit ou neuf espèces de courvites.

## Position systématique
Traditionnellement, les glaréolidés sont subdivisés en deux sous-familles, mais dans la classification de Sibley et Monroe, les cursoriinés sont regroupés avec les glaréolinés, les dromadinés constituant la seconde sous-famille.

## Liste des genres
- Cursorius Latham, 1790
- Rhinoptilus Strickland, 1852 ; y compris Smutsornis Roberts, 1922